# Slag om Fort Macon
De Slag om Fort Macon vond plaats tussen 23 maart en 26 april 1862 nabij Beaufort (North Carolina) tijdens de Amerikaanse Burgeroorlog. Deze slag is ook gekend onder de naam het Beleg van Fort Macon Deze confrontatie maakt deel uit van de veldtocht van generaal Burnside in North Carolina.
In de laatste dagen van maart naderde het leger van generaal-majoor Ambrose Burnside Fort Macon. Deze versterkte kazemat was de sleutel tot het kanaal naar Beaufort en lag een 50 kilometer zuidoostelijk van New Bern. De Noordelijken maakten zich op om het fort te belegeren. Op 25 april openden ze het vuur op het fort. De gemetselde muren werden snel kapotgeschoten. In de late namiddag liet de zuidelijke kolonel Moses J. White de witte vlag hijsen boven het fort. De voorwaarden tot overgave werd overeengekomen en geaccepteerd. De volgende dag werd het fort bezet door de Noordelijken.

## Fort Macon
Fort Macon maakte deel uit van een gordel van kustfortificaties aan de grenzen van de Verenigde Staten na de Oorlog van 1812. Het fort werd opgetrokken op de oostelijk einde van Bogue Bank in North Carolina. Het fort bewaakte de toegang tot de havens Beaufort en Morehead City. De bouw werd begonnen in 1826. In 1834 was het fort klaar en kon het garnizoen zijn intrek nemen. Het fort was bedoeld om de toen onnauwkeurige kanonnades van vijandelijke schepen te weerstaan en werd daarom opgetrokken uit baksteen en metselwerk. De versterkingen werden niet aangepast om de laatste ontwikkelingen aan te kunnen in de volgende decennia. Bij het begin van de Amerikaanse Burgeroorlog was het fort hopeloos verouderd.
Na de eerste jaren van gebruik, verviel het fort al snel in een slechte staat. Het hout rotte, de ijzeren versterkingen roestten en de kanonemplacementen verkommerden. Het garnizoen nam af met de jaren. Toen het conflict uitbrak bestond het garnizoen uit welgeteld 1 sergeant. Op 14 april 1861 werd het fort bemand door eenheden onder bevel van kapitein Josiah Solomon Pender. Er werden vier kanonnen geïnstalleerd. Na het afscheiden van de staat North Carolina van de unie werd er onmiddellijk werk gemaakt van de versterking van het fort. Er werden een totaal van 56 stukken gemonteerd met een munitievoorraad van slechts 3 dagen.
Toen het fort belegerd werd door Burnsides troepen telde het garnizoen 430 officieren en manschappen onder leiding van kolonel Moses J. White. Door ziekte verminderde het effectief met ongeveer een derde. Ondanks de slechte leefomstandigheden overleed er slechts 1 man. Het moreel was doorgaans slecht te noemen. Ze waren volledig geïsoleerd. Het garnizoen had geen contact met vrienden of familie. Kolonel White was niet populair bij zijn soldaten en de inwoners van het nabijgelegen Beaufort. Tijdens het beleg deserteerden zelfs enkele soldaten.
Toen de beschieting van het fort begon, was het fort gedateerd. Het was slecht bewapend en er was onvoldoende voorraad aanwezig. Dit maakt duidelijk waarom het fort al bij de eerste beschieting zo gemakkelijk viel.

## Burnsides Expeditie
Na een geslaagde opmars werd Roanoke Island, Elizabeth City en New Bern ingenomen door de gecombineerde Noordelijke strijdmacht van leger en marine onder leiding van generaal-majoor Ambrose E. Burnside. Het volgende fort op de lijst om de rivieren en kanalen in het noorden van North Carolina in handen te krijgen was Fort Macon.
Dit fort was, ondanks de slechte leefomstandigheden, nog altijd in Zuidelijke handen toen het leger van Burnside voor het fort verscheen. Na de inname van New Bern op 14 maart 1862 gaf Burnside het bevel aan brigadegeneraal John G. Parke, bevelhebber van de derde brigade, om het fort in te nemen. Parke nam eerst alle omliggende steden in: Carolina City op 21 maart, Morehead City op 22 maart, Newport op 23 maart en Beaufort op 25 maart. Het fort was volledig afgesneden van de bevoorradings- en communicatielijnen met het Zuidelijke achterland. Parke herstelde de spoorwegbrug nabij Newport die in brand gestoken was door de terugtrekkende Zuidelijken na de Slag bij New Bern. De spoorweg werd gebruikt om de zware belegeringsartillerie te vervoeren.

## Het beleg
Op 23 maart verstuurde generaal Parke een boodschap naar kolonel White om de overgave van het fort te eisen. Hij stelde voor om de Zuidelijke soldaten vrij te laten wanneer het fort intact zou overhandigd worden. White antwoordde: “Ik heb de eer u mede te delen dat Fort Macon niet geëvacueerd zal worden.” Het beleg werd verdergezet.
De volledige omsingeling van het fort was een feit op 29 maart toen een compagnie van Parkes brigade op Bogue Bank landde tegenover het fort. De artillerie werd eveneens overgezet en operationeel gemaakt, waaronder vier 8-inch (20.3 cm) mortieren met een bereik van 1100 meter; vier 10-inch (25,4 cm) mortieren met een reikwijdte van 1460 meter; drie 30-ponder (13,6 kg) Parrots met een bereik van 1190 meter en een 12-ponder (5,4 kg) marinehouwitser met een reikwijdte van 1100 meter.
De batterijen werden ‘s nachts op hun plaats gezet. Ze bleven verstopt achter duinen tot het bevel gegeven werd om het vuur te openen. Zuidelijke patrouilles werden eropuit gestuurd om de Noordelijke voorbereidingen te verstoren. Deze patrouilles werden weggejaagd meestal zonder slachtoffers. Op 17 april schreef generaal Burnside in zijn rapport naar het War Departement: “Ik hoop het fort te vernietigen binnen 10 dagen.” Wat achteraf gezien redelijk juist zou blijken te zijn.
Op 23 april waren alle voorbereidingen getroffen. Burnside stuurde een persoonlijke boodschap naar kolonel White met een herhaling van zijn eerdere vraag tot overgave. Opnieuw weigerde White hierop in te gaan. Op 24 april gaf Burnside het bevel om het bombardement zo snel mogelijk aan te vatten. Parke besliste het bombardement uit te stellen tot de volgende ochtend omdat een batterij nog niet volledig vuurklaar was.
In de vroege ochtend van 25 april begon het bombardement op Fort Macon. In het begin reageerden de verdedigers met een even fel tegenvuur. Ze slaagden er echter niet in om de Noordelijke batterijen te raken achter de duinen.
Naast het artilleriebombardement werden er nu ook 4 kanonneerboten van de Noordelijke marine ingezet. Commandant Samuel Lockwood bracht de USS Daylight, de USS State of Georgia, deUSS Chippewa en de USS Gemsbok naar voren om het bombardement te ondersteunen. Het weer was echter te slecht om enig effect te sorteren. Na een uur trokken de schepen zich terug. Het is niet zeker of het fort beschadigd werd door de kanonnade van deze schepen. De Zuidelijken slaagden er wel in om twee voltreffers te plaatsen hoewel het weinig schade toebracht en er slechts één gewonde viel.
De eerste schoten van de mortieren waren niet nauwkeurig. Een seinofficier in Beaufort, luitenant William J. Andrews, slaagde erin om de accuraatheid van de schoten te verbeteren. Hij stuurde boodschappen naar de kanonniers om hun afstand aan te passen. Na de middag waren bijna alle schoten raak. De muren van het fort hadden het zwaar te verduren. In de late namiddag vreesde White zelfs dat de munitieopslagplaats zou geraakt worden. Rond 16.30u zag White in dat het fort het niet lang meer zou volhouden onder het continue vuur. Hij liet de witte vlag hijsen als teken van overgave. Het vuren werd gestaakt door beide opponenten.

## Overgave
Kolonel White en generaal Parke onderhandelden over de voorwaarden. Parke eiste onvoorwaardelijke overgave. White wilde menselijker voorwaarden en verwees naar de voorstellen van generaal Burnside van 23 maart. Parke wilde niet toegeven. Hij zou eerst met Burnside overleggen. Burnside zag in dat het verder zetten van het bombardement alleen maar meer slachtoffers zou maken. Daarom besliste hij om bij de voorwaarden van de 23e te blijven. Het garnizoen beloofde de wapens niet meer op te nemen tijdens de verdere duur van het conflict. De soldaten mochten terugkeren naar hun huis met hun persoonlijke eigendommen. In de vroege ochtend van 26 april werd de Zuidelijke vlag naar beneden gehaald en werd de Noordelijke vlag gehesen. Het 5de Rhode Island regiment kreeg de eer om het fort als eerste te betreden.
Er vielen weinig slachtoffers te betreuren. De Noordelijken verloren één gesneuvelde en drie gewonden. Bij de Zuidelijken verloren negen soldaten het leven en werden er zestien gewond.

## Gevolgen
Hoewel de expeditie onder Burnside opnieuw een succes behaald had, werd deze overwinning niet verder opgevolgd. Burnside werd teruggeroepen naar Washington waar hij generaal George B. McClellan moest helpen met de voorbereidingen voor de Schiereiland-veldtocht. Buiten enkele kleinere treffens, bleven de grote offensieven in deze regio achterwege tot op het einde van de oorlog.